# Dicranomyia boulariensis
Dicranomyia boulariensis är en tvåvingeart som först beskrevs av Hynes 1993.  Dicranomyia boulariensis ingår i släktet Dicranomyia och familjen småharkrankar. Inga underarter finns listade i Catalogue of Life.